# 3240 Laocoon
3240 Laocoon eller 1978 VG6 är en trojansk asteroid i Jupiters lagrangepunkt L5. Den upptäcktes 7 november 1978 av de båda amerikanska astronomerna Eleanor F. Helin och Schelte J. Bus vid Palomarobservatoriet. Den är uppkallad efter Laokoon i den grekiska mytologin.
Asteroiden har en diameter på ungefär 51 kilometer.